# Beastly
Beastly är en amerikansk romantisk fantasyfilm från 2011 som är baserad på Alex Flinns roman från 2007 med samma namn.
Filmen är skriven och regisserad av Daniel Barnz.
Huvudrollerna spelas av Vanessa Hudgens, Alex Pettyfer, Mary Kate Olsen, Neil Patrick Harris och Lisa Gay Hamilton.
Filmen handlar om Kyle Kingson, en stilig men självupptagen man. Han förargar en klasskamrat, som är häxa, och hon förtrollar honom till ett groteskt monster.